# حوضه شمالگان

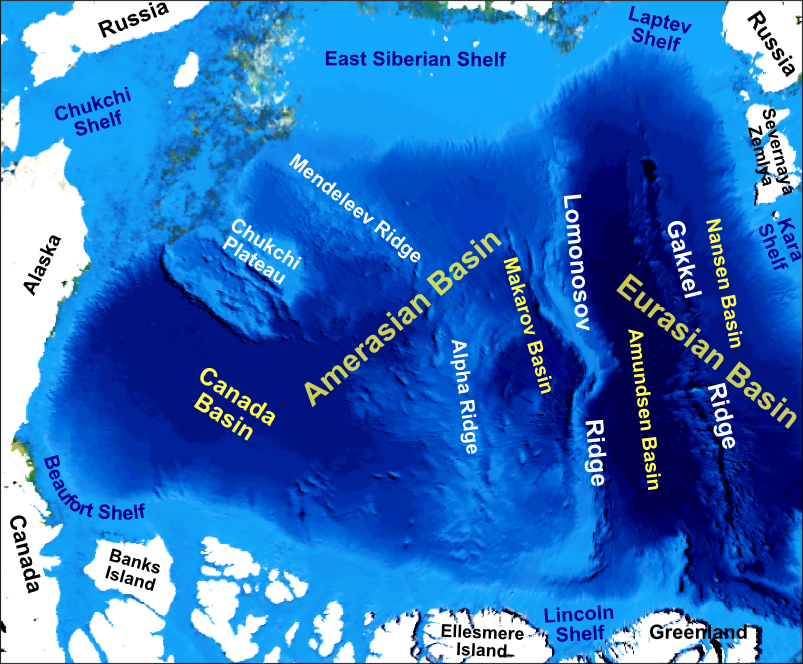
ژرفاسنجی عوارض و پدیده‌های اصلی در اقیانوس شمالگان

حوضه شمالگان که حوضه قطب شمال نیز نامیده می‌شود، یک حوضه اقیانوسی در اقیانوس شمالگان است که شامل دو بخش اصلی است که توسط پشته لومونوسوف از هم جدا می‌شوند. پشته لومونوسوف یک پشته میان اقیانوسی است که از میان بخش شمالی گرینلند و جزایر سیبری نو می‌گذرد.فلات قاره اوراسیا و آمریکای شمالی مرز حوضه شمالگان را مشخص می‌سازند.
دو بخش اصلی حوضه شمالگان عبارتند از:
- حوضه اوراسیا (حوضه نروژ) شامل حوضه نانسن (نام پیشین: حوضه فرام) و حوضه آموندسن است.
- حوضه آمراسیا شامل حوضه کانادا و حوضه ماکاروف است.

## پیشینه
در سال‌های ۱۸۹۳ تا ۱۸۹۶ سفری اکتشافی به حوضه شمالگان توسط فریتیوف نانسن و اتو سوردروپ با استفاده از فرام انجام شد. روئال آمونسن نیز در سال‌های ۱۹۲۲ تا ۱۹۲۴ در حوضه شمالگان دریانوردی و کشتی‌رانی کرد.